# Refugio de Fauna Silvestre de la Laguna de Sariñena
El Refugio de Fauna Silvestre de la Laguna de Sariñena (en aragonés Refuchio de Fauna Silvestre d'a Lacuna de Sarinyena) es un refugio de fauna silvestre localizado en los Monegros, en el sur de la provincia de Huesca, Aragón, España. El refugio, que tiene una superficie de 604 hectáreas y fue declarado como espacio natural protegido por primera vez el 4 de abril de 1995, tiene como elemento principal la laguna de Sariñena, se encuentra dentro del término municipal de Sariñena, entre las cuencas de los ríos Alcanadre y Flumen. En 2001 se declaró al espacio natural Zona de especial protección para las aves (ZEPA), en conjunto con la cercana Balsa de la Estación, con una superficie total de 654 ha.
La laguna de Sariñena es de origen endorreico. Sus aguas poseen una concentración de sales muy elevada, debido al clima árido de la región, en el que se producen escasas precipitaciones y que sufre una intensa evaporación durante los meses de verano. 

## Fauna
Entre la fauna de la laguna se puede destacar la presencia de ejemplares de aguilucho lagunero, ánsar común, ánade azulón, avefría europea, cerceta común, cormorán grande, garcilla bueyera, gaviota reidora, garza imperial y somormujo lavanco; aunque la diversidad de avifauna de la laguna comprende muchas más especies, tanto de aves asociadas al medio acuático como a rapaces y paseriformes.

## Flora
La alta concentración de sal en la laguna y en los terrenos circundantes provoca que la vegetación sea halófila, como salicornias y salaos bordes.